# Ewa Barycka
Ewa Barycka (geboren 21. März 1979 in Opole,  Polen; gestorben 1. Februar 2008) war eine polnische Paläontologin.

## Werdegang
Ewa Barycka interessierte sich schon in jungen Jahren für Dinosaurier und wollte Paläontologie studieren. 1994 wurde bei ihr Leukämie diagnostiziert und erfolgreich behandelt. Aufgrund der lang andauernden Genesung von dieser Krankheit war es ihr nicht möglich, wie geplant in Warschau das Studium der Paläontologie aufzunehmen. Stattdessen fing sie ein Studium der Biologie an der Universität Opole an. Im Juni 2000 wurden durch die Polnische Akademie der Wissenschaften in Krasiejów in der Nähe von Opole Ausgrabungen von Wirbeltier-Fossilien aus der späten Trias durchgeführt, an welchen Barycka teilnahm. Im Jahr 2001 schloss Barycka ihr Bachelor-Studium in Biologie und 2003 ihr Master-Studium in Umweltschutz erfolgreich ab. Sowohl in ihrer Bachelor- als auch in ihrer Masterarbeit beschäftigte sie sich mit der Ausgrabung in Krasiejów. Im Anschluss begann sie ein Doktoratsstudium am Museum und Institut für Zoologie der Polnischen Akademie der Wissenschaften. Hierbei spezialisierte sie sich auf katzenartigen Raubtiere, insbesondere Felidae und Hyanidae. In ihrer Doktorarbeit beschäftigte sie sich hauptsächlich mit Höhlenlöwen und Höhlenhyänen. Ende 2007 konnte Barycka diese noch erfolgreich abschließen, bevor einige Tage später bei ihr erneut Leukämie diagnostiziert wurde. Barycka verstarb am 1. Februar 2008 während der Chemotherapie an einer Hirnblutung. 
Postum wurde 2008 ihre Doktorarbeit unter dem Titel Middle and Late Pleistocene Felidae and Hyaenidae of Poland in der Reihe Fauna Poloniae, New Series veröffentlicht, welche in einer Rezensson von Martin Sabol als ein Standardwerk über Raubtiere des europäischen Pleistozäns bezeichnet wird.

## Schriften
- Ewolucja kończyn tylnych u czworonogów prowadząca do dwunożności u dinozaurów. unveröffentlichte B.Sc. thesis. Faculty of Natural and Technical Sciences, Opole University, Opole, 2001.
- Morfologia i zmienność kości ramiennej Metoposaurus diagnosticus (Temnospondyli, Amphibia) z górnego triasu Krasiejowa (Śląsk Opolski). unveröffentlichte M.Sc. thesis. Faculty of Natural and Technical Sciences, Opole University, Opole, 2003.
- mit A. Lipińska: XXXIV Warsztaty Biologii Ewolucyjnej (Warszawa, 21 V 2005 r.). Wiadomości Ekologiczne 51, 2008, S. 276–277.
- Geographic and stratigraphic interpretations of Panthera spelaea material from Polish sites—A few aspects. Scripta Facultatis Scientiarum Naturalium Universitatis Masarykianae Brunensis, Geology 33–34 (2003–2004), 2006, S. 14–15.
- mit T. Narojek: Pathology and growth abnormalities in Panthera spelaea from Polish sites. Mineralia Slovaca 38 (4), 2006, S. 3.
- Morphology and ontogeny of the humerus of the Triassic temnospondyl amphibian Metoposaurus diagnosticus. Neues Jahrbuch für Geologie und Paläontologie, Abhandlungen 243, 2007, S. 351–361.
- Evolution and systematics of the feliform Carnivora. Mammalian Biology 72, 2007, S. 257–282.
- Malocclusion in a cave lion Panthera spelaea. Journal of Veterinary Dentistry 24, 2007, S. 172–173.
- Kotowate (Felidae) i hienowate (Hyaenidae) mlodszego plejstocenu Polski. unveröffentlichte Ph.D. thesis. Museum and Institute of Zoology, Polish Academy of Sciences, Warschau 2007.
- Middle and Late Pleistocene Felidae and Hyaenidae of Poland. Fauna Poloniae, New Series, Volume 2. Museum and Institute of Zoology, Polish Academy of Sciences, Warschau 2008, ISBN 978-83918040-5-6

## Belege
- Mieczysław Wolsan: Ewa Barycka (1979–2008). Acta Palaeontologica Polonica, 2008, Volume 53, Issue 2, S. 284–284 doi:10.4202/app.2008.0216